# Нітто-Мару № 20
Нітто-Мару № 20 — транспортне судно, яке під час Другої світової війни взяло участь у операціях японських збройних в архіпелазі Бісмарка.
«Нітто-Мару № 20» спорудили в середині 1930-х років на верфі Fujinagata Zosensho для компанії Nitto Gyogyo.
В грудні 1941-го корабель реквізували для потреб Імперського флоту Японії та переобладнали у допоміжний мисливець за підводними човнами.
Станом на літо 1944-го «Нітто-Мару № 20» перебував у Рабаулі (колишня головна передова база в архіпелазі Бісмарка, яка вже кілька місяців знаходилась у блокаді союзників), де був 8 липня атакований та потоплений ворожими літаками.